# 恩達·斯蒂文斯
恩達·約翰·斯蒂文斯（英語：Enda John Stevens；1990年7月9日—）是一位愛爾蘭足球運動員，場上司职左後衛，現在效力於英冠球隊斯托克城，也代表愛爾蘭國家隊參加国际比賽。